# Thecla ginzii
Thecla ginzii är en fjärilsart som beskrevs av Seok 1936. Thecla ginzii ingår i släktet Thecla och familjen juvelvingar. Inga underarter finns listade i Catalogue of Life.